# Aleix Gómez Abelló
Aleix Gómez Abelló   (Sabadell, 7 de maig de 1997) és un jugador d'handbol català, que ocupa la posició d'extrem.
Format a l'OAR Gràcia de Sabadell, el 2009 es va incorporar a les categories inferiors del FC Barcelona. Va debutar amb el primer equip a l'octubre del 2014. Amb l'equip blaugrana ha guanyat nombroses Lligues, Copes Asobal, Copes del Rei i Mundials de clubs i una EHF Champions League entre altres competicions. El 2020 va ser triat millor jugador jove de la Lliga de Campions.
Amb la selecció espanyola absoluta va debutar en un amistós el 2017. El 2018 va guanyar la medalla de bronze als Jocs Mediterranis de Tarragona, el 2020 aconseguí l'or al Campionat d'Europa i el 2021 es va penjar el bronze al Campionat del món.